# Mont-Saint-Martin (Aisne)
Pour les articles homonymes, voir Mont-Saint-Martin.
Mont-Saint-Martin est une commune française située dans le département de l'Aisne, en région Hauts-de-France.

## Géographie

### Localisation
Le village est situé à 13 km au sud-est de Braine et à 4,5 km au sud-ouest de Fismes.
Mont-Saint-Martin à la particularité d'être le plus haut point du département de l'Aisne[réf. nécessaire] (395 mètres en son point le plus haut).

### Communes limitrophes
| Bazoches-et-Saint-Thibaut (Cne deléguée de Saint-Thibaut) | Ville-Savoye      | Fismes (Marne)       |
|                                                           | Mont-Saint-Martin | Saint-Gilles (Marne) |
| Chéry-Chartreuve                                          | Dravegny          |                      |

### Hydrographie

#### Réseau hydrographique
La commune est située dans le bassin Seine-Normandie. Elle est drainée par l'Orillon, le ruisseau du Fond de Vau, le cours d'eau 01 de la commune de Saint-Gilles et un autre petit cours d'eau,.
L'Orillon, d'une longueur de 16 km, prend sa source dans la commune de Coulonges-Cohan et se jette  dans l'Ardre à Saint-Gilles, après avoir traversé cinq communes.

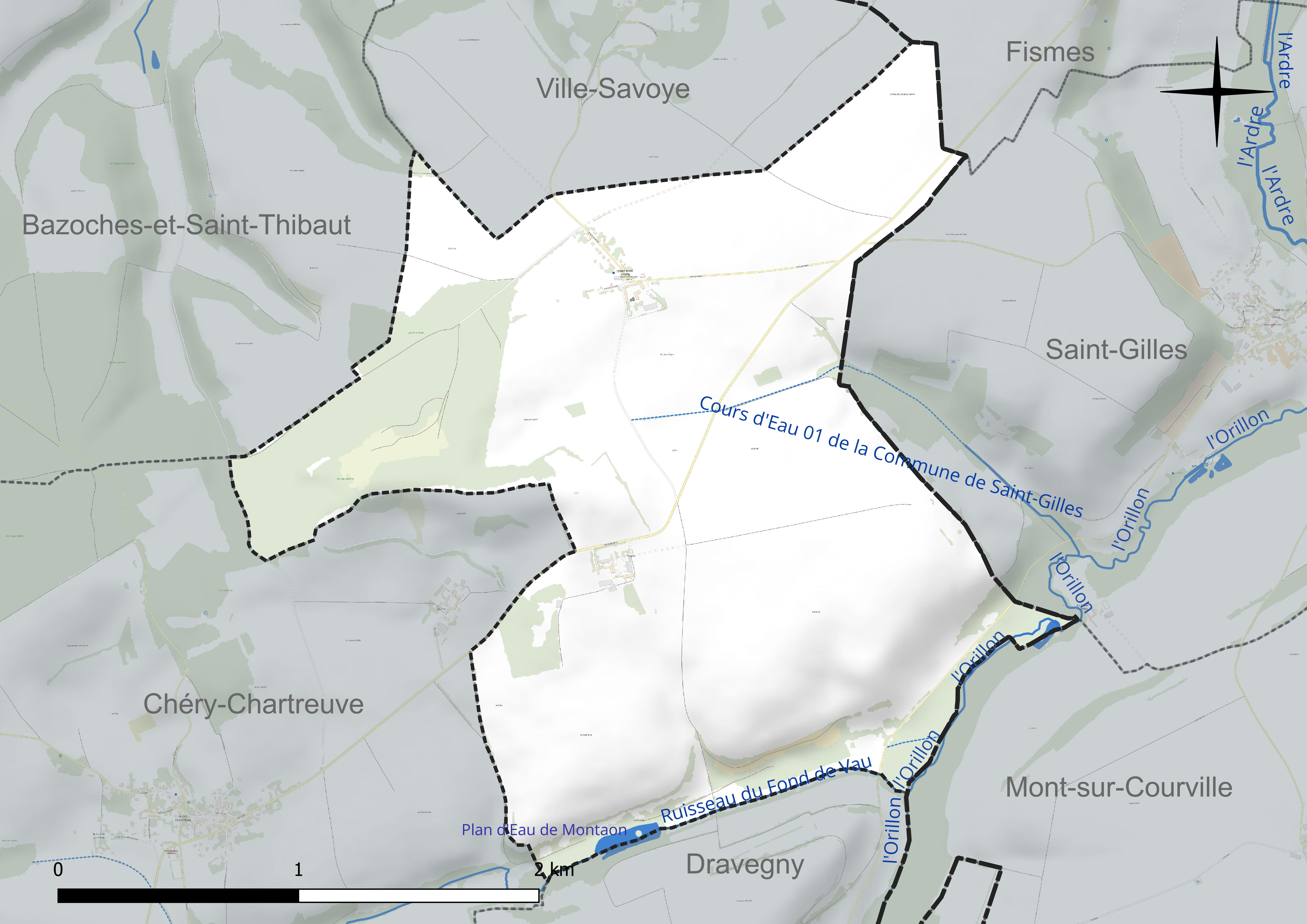
Réseau hydrographique de Mont-Saint-Martin.

Un plan d'eau complète le réseau hydrographique : le plan d'eau de Montaon, d'une superficie totale de 2 ha (1,3 ha sur la commune),.

#### Gestion et qualité des eaux
Le territoire communal est couvert par le schéma d'aménagement et de gestion des eaux (SAGE) « Aisne Vesle Suippe ». Ce document de planification, dont le territoire s'étend sur 3 096 km2 répartis sur trois départements (Aisne, Marne et Ardennes) et deux régions (Champagne-Ardenne et Picardie), a été approuvé le 16 décembre 2013. La structure porteuse de l'élaboration et de la mise en œuvre est le Syndicat d'aménagement des bassins Aisne Vesle Suippe (SIABAVES).
La qualité des cours d'eau peut être consultée sur un site spécial géré par les agences de l'eau et l'Agence française pour la biodiversité.

### Climat
Pour des articles plus généraux, voir Climat des Hauts-de-France et Climat de l'Aisne.
En 2010, le climat de la commune est de type climat océanique dégradé des plaines du Centre et du Nord, selon une étude du CNRS s'appuyant sur une série de données couvrant la période 1971-2000. En 2020, Météo-France publie une typologie des climats de la France métropolitaine dans laquelle la commune est exposée à un climat océanique altéré et est dans la région climatique Nord-est du bassin Parisien, caractérisée par un ensoleillement médiocre, une pluviométrie moyenne régulièrement répartie au cours de l'année et un hiver froid (3 °C).
Pour la période 1971-2000, la température annuelle moyenne est de 10,6 °C, avec une amplitude thermique annuelle de 15,6 °C. Le cumul annuel moyen de précipitations est de 748 mm, avec 11,7 jours de précipitations en janvier et 8,3 jours en juillet. Pour la période 1991-2020, la température moyenne annuelle observée sur la station météorologique la plus proche, située sur la commune de Braine à 10 km à vol d'oiseau, est de 11,3 °C et le cumul annuel moyen de précipitations est de 662,7 mm,. Pour l'avenir, les paramètres climatiques de la commune estimés pour 2050 selon différents scénarios d'émission de gaz à effet de serre sont consultables sur un site spécial publié par Météo-France en novembre 2022.

## Urbanisme

### Typologie
Au 1er janvier 2024, Mont-Saint-Martin est catégorisée commune rurale à habitat dispersé, selon la nouvelle grille communale de densité à 7 niveaux définie par l'Insee en 2022.
Elle est située hors unité urbaine. Par ailleurs la commune fait partie de l'aire d'attraction de Reims, dont elle est une commune de la couronne,. Cette aire, qui regroupe 294 communes, est catégorisée dans les aires de 200 000 à moins de 700 000 habitants,.

### Occupation des sols
L'occupation des sols de la commune, telle qu'elle ressort de la base de données européenne d'occupation biophysique des sols Corine Land Cover (CLC), est marquée par l'importance des territoires agricoles (88 % en 2018), en augmentation par rapport à 1990 (84,4 %). La répartition détaillée en 2018 est la suivante : 
terres arables (80,1 %), forêts (12 %), prairies (4,2 %), zones agricoles hétérogènes (3,7 %).
L'évolution de l'occupation des sols de la commune et de ses infrastructures peut être observée sur les différentes représentations cartographiques du territoire : la carte de Cassini (XVIIIe siècle), la carte d'état-major (1820-1866) et les cartes ou photos aériennes de l'IGN pour la période actuelle (1950 à aujourd'hui).

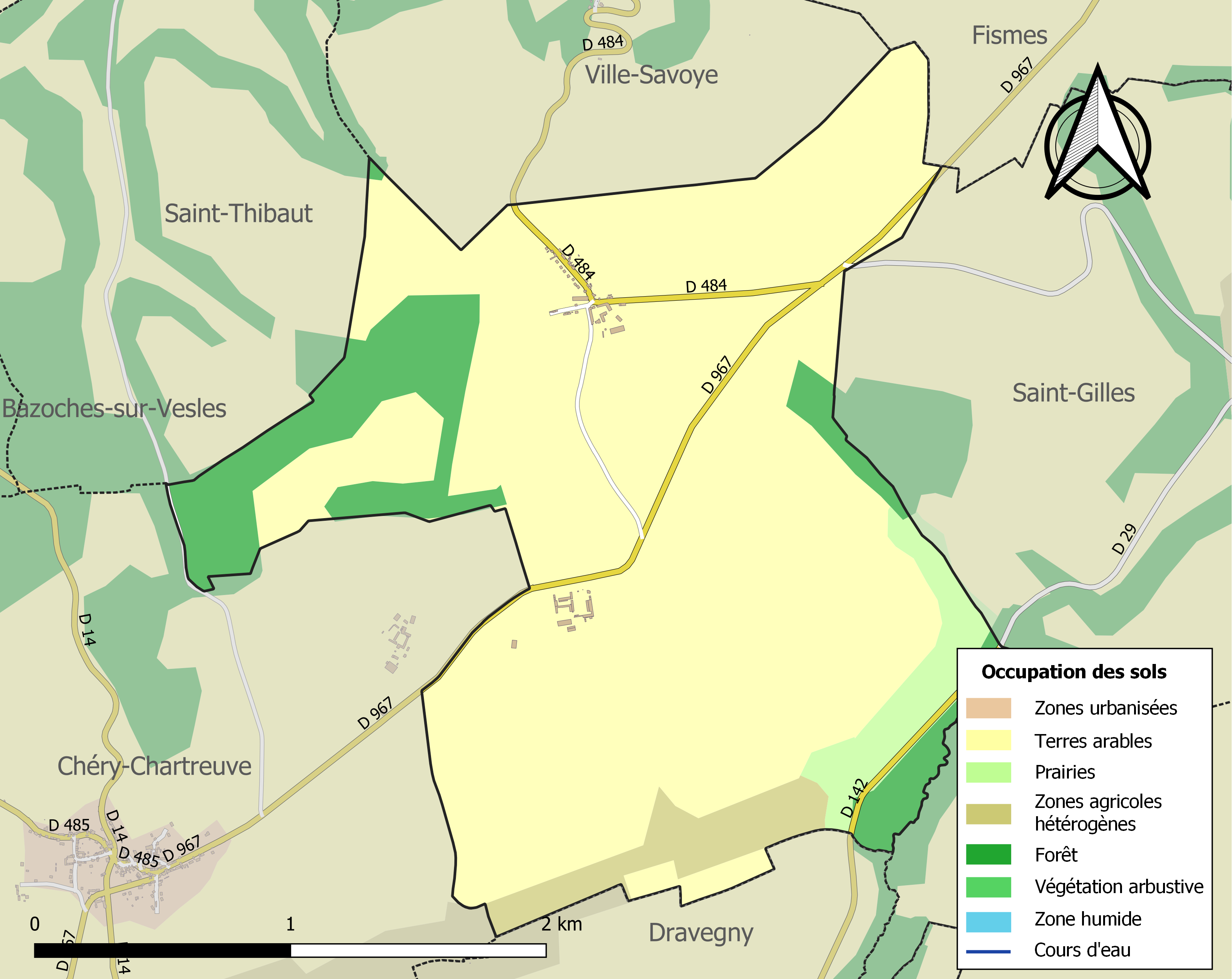
Carte de l'occupation des sols de la commune en 2018 (CLC).

## Toponymie
Le nom de la localité est attesté sous la forme Mons-Sancti-Martini en 1153.
De l'oïl mont et le nom de saint, Martinus,  par référence à l'Abbaye du Mont-Saint-Martin, son nom, Mons-Sancti-Mertini, apparaît en 1123  dans un cartulaire de l'Abbaye de Saint-Michel puis Mont-Saint-Martin-les-Goi en 1485 dans un cartulaire de l'Abbaye du Mont-Saint-Martin.

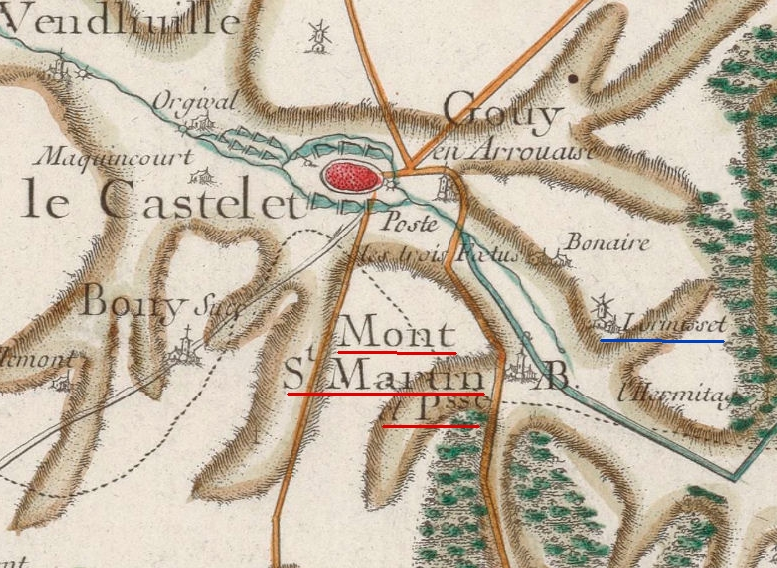
Carte de Cassini du secteur (vers 1750).

La plupart des toponymes ont été donnés par référence à l'évêque catholique romain, Martin de Tours, vénéré sous le vocable de saint Martin.

La carte de Cassini ci-contre montre que Mont-Saint-Martin, vers 1750,  était à la fois une paroisse et une abbaye d'hommes. Les bâtiments de l'Abbaye du Mont-Saint-Martin ont été détruits en 1793 puis reconstruits partiellement au XIXe siècle et de nouveaux très endommagés lors des combats pour la libération du secteur en septembre et octobre 1918.

## Histoire
Au XIIe siècle, le village et Villesavoye dépendaient de la baronnie de Bazoches alors que les terres de Resson, rattaché au village, dépendaient du comté de Braine. Au cours du temps, de plus en plus de terres furent données à l'abbaye Notre-Dame d'Igny.
Au XVIIIe siècle, la seigneurie est passée de la famille des ducs de Luxembourg à celle de Rivocet.

## Politique et administration

### Découpage territorial
La commune de Mont-Saint-Martin est membre de la communauté de communes du Val de l'Aisne, un établissement public de coopération intercommunale (EPCI) à fiscalité propre créé le 28 décembre 1994 dont le siège est à Presles-et-Boves. Ce dernier est par ailleurs membre d'autres groupements intercommunaux.
Sur le plan administratif, elle est rattachée à l'arrondissement de Soissons, au département de l'Aisne et à la région Hauts-de-France. Sur le plan électoral, elle dépend du  canton de Fère-en-Tardenois pour l'élection des conseillers départementaux, depuis le redécoupage cantonal de 2014 entré en vigueur en 2015, et de la cinquième circonscription de l'Aisne  pour les élections législatives, depuis le dernier découpage électoral de 2010.

### Administration municipale
Le nombre d'habitants de la commune étant inférieur à 100, le nombre de membres du conseil municipal est de 7.

#### Liste des maires
| Période                                  | Période                       | Identité        | Étiquette | Qualité                                     |
| ---------------------------------------- | ----------------------------- | --------------- | --------- | ------------------------------------------- |
| avant 1874                               | 1875                          | M. Lelièvre     |           |                                             |
| Les données manquantes sont à compléter. |                               |                 |           |                                             |
| mars 2001                                | mai 2020                      | Alain Foucon    | DVD       | Agriculteur Réélu pour le mandat 2014-2020, |
| mai 2020                                 | En cours (au 2 décembre 2020) | Grégory Besonhe |           |                                             |

## Population et société

### Démographie
L'évolution du nombre d'habitants est connue à travers les recensements de la population effectués dans la commune depuis 1793. Pour les communes de moins de 10 000 habitants, une enquête de recensement portant sur toute la population est réalisée tous les cinq ans, les populations de référence des années intermédiaires étant quant à elles estimées par interpolation ou extrapolation. Pour la commune, le premier recensement exhaustif entrant dans le cadre du nouveau dispositif a été réalisé en 2004.

En 2022, la commune comptait 70 habitants, en évolution de −6,67 % par rapport à 2016 (Aisne : −1,97 %, France hors Mayotte : +2,11 %).
| 1793 | 1800 | 1806 | 1821 | 1831 | 1836 | 1841 | 1846 | 1851 |
| ---- | ---- | ---- | ---- | ---- | ---- | ---- | ---- | ---- |
| 82   | 58   | 78   | 50   | 59   | 64   | 66   | 64   | 70   |

| 1856 | 1861 | 1866 | 1872 | 1876 | 1881 | 1886 | 1891 | 1896 |
| ---- | ---- | ---- | ---- | ---- | ---- | ---- | ---- | ---- |
| 74   | 73   | 88   | 45   | 60   | 76   | 52   | 51   | 54   |

| 1901 | 1906 | 1911 | 1921 | 1926 | 1931 | 1936 | 1946 | 1954 |
| ---- | ---- | ---- | ---- | ---- | ---- | ---- | ---- | ---- |
| 85   | 83   | 87   | 83   | 121  | 142  | 110  | 110  | 101  |

| 1962 | 1968 | 1975 | 1982 | 1990 | 1999 | 2004 | 2006 | 2009 |
| ---- | ---- | ---- | ---- | ---- | ---- | ---- | ---- | ---- |
| 84   | 71   | 56   | 56   | 37   | 40   | 49   | 51   | 80   |

| 2014 | 2019 | 2022 | - | - | - | - | - | - |
| ---- | ---- | ---- | - | - | - | - | - | - |
| 79   | 72   | 70   | - | - | - | - | - | - |

## Culture locale et patrimoine

### Lieux et monuments

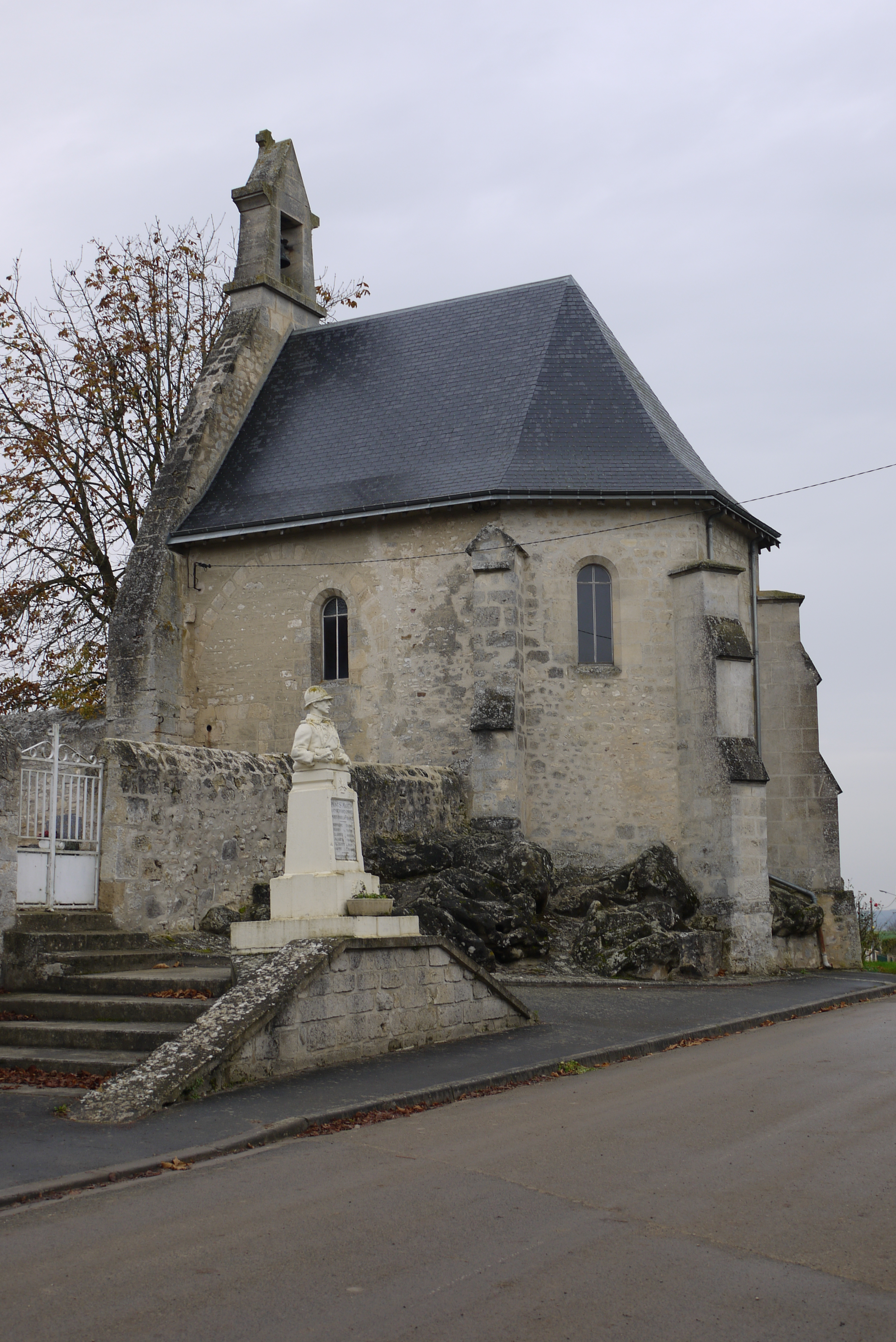
Le monument aux morts et l'église paroissiale Saint-Martin.

- Ancien château de Mont-Saint-Martin, XVIIe siècle, inscrit partiellement au titre des monuments historiques[32].
- Église paroissiale Saint-Martin[33],[34]. L'état le plus ancien de l'édifice en élévation semble dater du XVe siècle, avant de multiples remaniements, au nombre desquels ceux de la reconstruction de l'après première guerre mondiale[35].